# Dakshineswar
Dakshineswar (en Bengali : দক্ষিনেশ্বর) est une municipalité sise au bord du Hooghly (rive gauche) à une trentaine de kilomètres au nord de Calcutta (Inde). Elle fait partie de la municipalité de Kamarhati, dans le district de North 24 Parganas. La ville est surtout connue pour son temple de Kali que Ramakrishna, prêtre hindou le desservant et célèbre mystique du XIXe siècle, rendit célèbre.

## Temple de Dakshineswar
Le 31 mai 1855 le nouveau temple à la déesse Kali, construit par Rani Rashmoni (en) (1793-1861) est inauguré et ouvert au culte à l'occasion de la fête hindoue de Snanyatra. La fête, entièrement financée par Rani Rashmoni, fut grandiose. Des brahmanes invités pour l’occasion vinrent de Kanauj, Chattagram, Odisha et Navadwip. Chacun d'eux reçut un vêtement en soie et une pièce d'or. Des milliers de personnes assistèrent au spectacle de l’inauguration. 
Le plus célèbre prêtre au service du temple fut Ramakrishna Paramahamsa (1836-1886), choisi par Rani Rashmoni elle-même, est un brahmane Bengali de la seconde moitié du XIXe siècle. Profondément religieux et ascète exigeant Il est considéré comme ‘saint’ dans la tradition hindoue et même comme une [incarnation divine par certains. Sans être intellectuel lui-même il eut une grande influence sur les milieux aristocratiques et intellectuels hindous de la ville de Calcutta toute proche, alors brillante capitale de l’empire anglais des Indes.
Autour de Ramakrishna se forma un cercle de réformateurs religieux hindous, qui sont à l’origine du nationalisme Bengali, un mouvement qui se répandra dans toute l’Inde. Parmi eux, son plus célèbre disciple, Vivekananda, missionnaire de la culture védique, est le fondateur, en 1897, d’un groupe moderne de moines missionnaires hindous : la ‘Mission de Ramakrishna’, dont le quartier général se trouve exactement de l’autre côté du fleuve Hooghly, à Belur Math.  Ainsi Dakshineswar peut être considéré comme un important lieu d'origine de la renaissance religieuse hindoue.

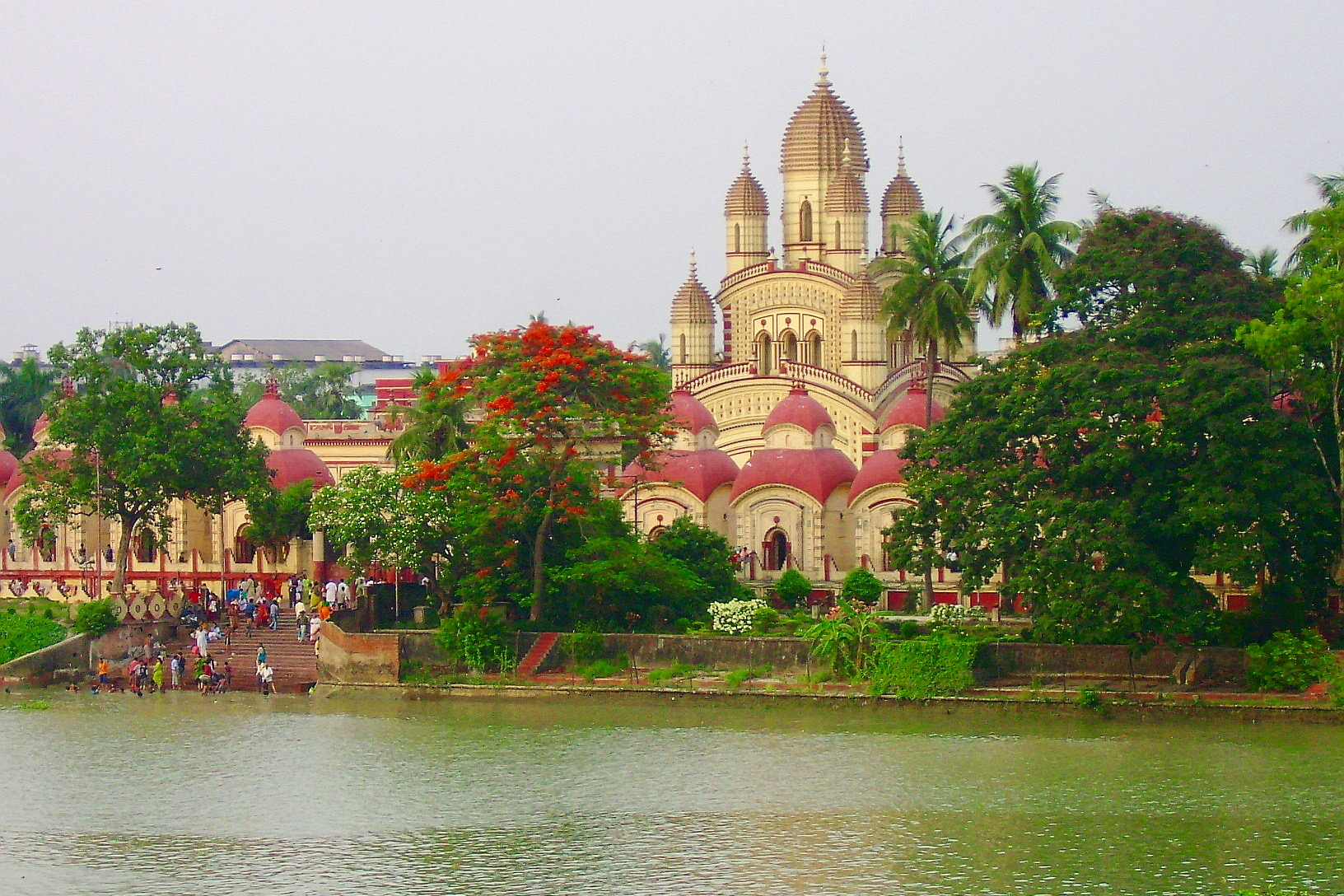
Le temple de Dakshineswar, vu du fleuve